# Урочище Грабово
Урочище Грабово — ботанический памятник природы общегосударственного значения. Находится в Шахтёрском районе Донецкой области, к северу от села Грабово.
Статус памятника природы присвоен распоряжением Совета Министров УССР № 780-р 14 октября 1975 года и решением Облисполкома № 310 21 июня 1972 года. Площадь — 41 га. С Урочищем Грабово работают Торезский гослесхоз и Торезское лесничество
Представляет собой дубово-ясеневые насаждения с примесью естественного произрастания граба. Природный резерват граба обыкновенного. В условиях Донбасса граб является спутником дуба и не образует собственных боров.
Естественная граница распространения граба обыкновенного проходит значительно западнее Донбасса по линии Ромны — Полтава — Кременчуг и произрастание граба в урочище необычно. Граб остался на Донецком кряже как реликт Рисс — Вьюрмского (Днепровско — Валдайского) межледниковья.
Граб растёт по всей балке Грабовая, но сосредоточен на двух участках: квартал № 1-25 га и квартал № 9-16 га. В урочище встречается до 400 экземпляров граба на гектар. Наиболее крупные деревья толщиной до 30 сантиметров.
Сообщения о произрастании граба обыкновенного в Донбассе стали появляться в ботанической литературе с конца XIX века.
Саженцы граба из урочища были высажены в Донецке, Торезе и около Ясиноватой.